# أنتونيلا سباجاري
أنتونيلا سباجاري (من مواليد 27 أبريل 1957) سياسية إيطالية.
كانت عضوًا في الحزب الشيوعي الإيطالي، وعملت أيضًا كسكرتيرة للحزب وزعيمة المجموعة في مجلس مدينة ريجيو إميليا. تم انتخابها عمدة ريجيو إميليا لتحل محل جوليو فانتوزي وخدمتها من 1991 إلى 2004.
تم تعيينها مديرة لمؤسسة مانودوري عام 2004.

## السيرة الشخصية
ولدت أنتونيلا سباجياري في ريجيو إميليا بإيطاليا عام 1957.